# Bolboasa
Bolboasa – wieś w Rumunii, w okręgu Gorj, w gminie Bolboși. W 2011 roku liczyła 337 mieszkańców.